# Heinz Holliger
Heinz Robert Holliger (ur. 21 maja 1939 w Langenthal, Szwajcaria) – szwajcarski oboista, dyrygent, kompozytor i pedagog.

## Życiorys
Kształcił się w konserwatorium w Bernie u S. Verresa i Bazylei. Jest jednym z najwybitniejszych współczesnych oboistów, stosuje w praktyce wykonawczej nietypowe techniki gry, np. bez stroika, frullato i oddech permanentny (cyrkulacyjny).
Ma w dorobku ogromną ilość nagrań, np. wszystkich utworów obojowych Schumanna, koncert Marcella, wiele utworów Bacha, Vivaldiego i innych kompozytorów barokowych, a także współczesnego mu Brittena i Lutosławskiego (Koncert podwójny napisany na zamówienia Paula Sachera). Jego wykonanie koncertów op. 9 Albinoniego (dokonane dla Philips Records) przez wiele lat było jedyną dostępną na rynku interpretacją tych utworów i mimo wielu nowych nagrań jest nadal uznawane w niektórych kręgach za wzorcowe (warto jednak wiedzieć, że nie są to wykonania bazujące na znajomości historycznego stylu i technik wykonawczych, a wykonawca gra na oboju współczesnym, nie barokowym).
Karierę zaczął od I nagrody na konkursie w Genewie w 1959 roku i na konkursie ARD w Monachium w 1960 roku. Jest też laureatem m.in. nagród: Fundacji Muzycznej Léonie Sonning (1987), Ernst von Siemens Musikpreis (1991), nagrody księcia Monako za utwór (S)irato (1994), Grammy w kategorii „Producer of the Year, Classical” (2002) i Preis der deutschen Schallplattenkritik (2004). W 2018 roku został odznaczony orderem Pour le Mérite.

## Wybrane utwory
- Sequenzen über Johannes I,32 (1962) na harfę
- Siebengesang (1967) koncert na obój, orkiestrę, 4 soprany, 3 alty i głośniki
- Atembogen (1975) koncert na orkiestrę
- Streichquartett (1973) kwintet smyczkowy
- Scardanelli-Zyklus (1975-91) na flet solo, małą orkiestrę, taśmę i chór mieszany
- Come and Go / Va et vient / Kommen und Gehen (1976/77) opera (libretto – Samuel Beckett)
- Not I (1978-1980) monodramat na sopran i taśmę
- Lieder ohne Worte (1982-1994) dwa zestawy utworów na skrzypce i fortepian
- What Where (1988) opera kameralna
- Alb-Chehr (1991) dla lektora, śpiewaków i zespołu kameralnego
- Konzert (Hommage à Louis Soutter) (1993-95) na skrzypce i orkiestrę
- Schneewittchen (1997/98) – opera